# Look Back in Anger (singolo)
Look Back in Anger, è un brano musicale scritto dal musicista rock britannico David Bowie e da Brian Eno nel 1979 per l'album Lodger. Fu pubblicato negli Stati Uniti come quarto ed ultimo singolo estratto dall'album in questione nell'agosto 1979.

## Il brano
Il brano parla di un "malvagio angelo della morte", e contiene un assolo di chitarra eseguito da Carlos Alomar.
La RCA Records non era sicura che il puritano mercato discografico statunitense fosse "pronto" per la sessualità androgina di Boys Keep Swinging, il singolo estratto da Lodger in molti altri Paesi, e Look Back in Anger fu quindi pubblicata al suo posto. La B-side era un'altra traccia proveniente da Lodger, Repetition, canzone che narra di una storia di violenza domestica. Il singolo non entrò in classifica.
Look Back in Anger venne accolta in maniera contrastante dalla critica. I critici di NME Roy Carr & Charles Shaar Murray descrissero il brano "probabilmente il punto più basso" dell'album, mentre invece Nicholas Pegg la considera "uno dei vertici drammatici di Lodger".
Oltre al titolo, la canzone non ha nulla in comune con l'omonima pièce teatrale di John Osborne (nota in Italia come Ricorda con rabbia).
Bowie eseguì la canzone nel corso del suo Serious Moonlight Tour del 1983 e nuovamente negli anni novanta in versione heavy rock durante i tour Outside ed Earthling.

## Tracce singolo
PB 11724 (US)
1. Look Back in Anger (David Bowie, Brian Eno) – 3:08
2. Repetition (Bowie) – 2:59

## Formazione
- David Bowie: voce, chitarra
- Dennis Davis: batteria
- George Murray: basso
- Carlos Alomar: chitarra
- Sean Mayes: pianoforte
- Brian Eno: sintetizzatore, tromba, corno francese
- Tony Visconti: cori

## Video
David Mallet diresse un videoclip per la canzone, che mostra Bowie nello studio di un artista. Lo scenario si basa sul finale del romanzo Il ritratto di Dorian Gray di Oscar Wilde.

## Cover
- Swans of Avon - The Dark Side of David Bowie: A Tribute to David Bowie (1997)
- Tender Fury - Thoughts of Yesterday (1992)
- Kaligare - .2 Contamination: A Tribute to David Bowie (2006)
- Pivio - Lodging a Scary Low Hero (2017)